# Lieftinckia salomonis
Lieftinckia salomonis är en trollsländeart som beskrevs av Douglas E. Kimmins 1957. Lieftinckia salomonis ingår i släktet Lieftinckia och familjen flodflicksländor. Inga underarter finns listade i Catalogue of Life.